# Kharpunath
Kharpunath (nep. खार्पुनाथ) – gaun wikas samiti w zachodniej części Nepalu w strefie Karnali w dystrykcie Humla. Według nepalskiego spisu powszechnego z 2011 roku liczył on 265 gospodarstw domowych i 1489 mieszkańców (739 kobiet i 750 mężczyzn).